# Keményfaligetek

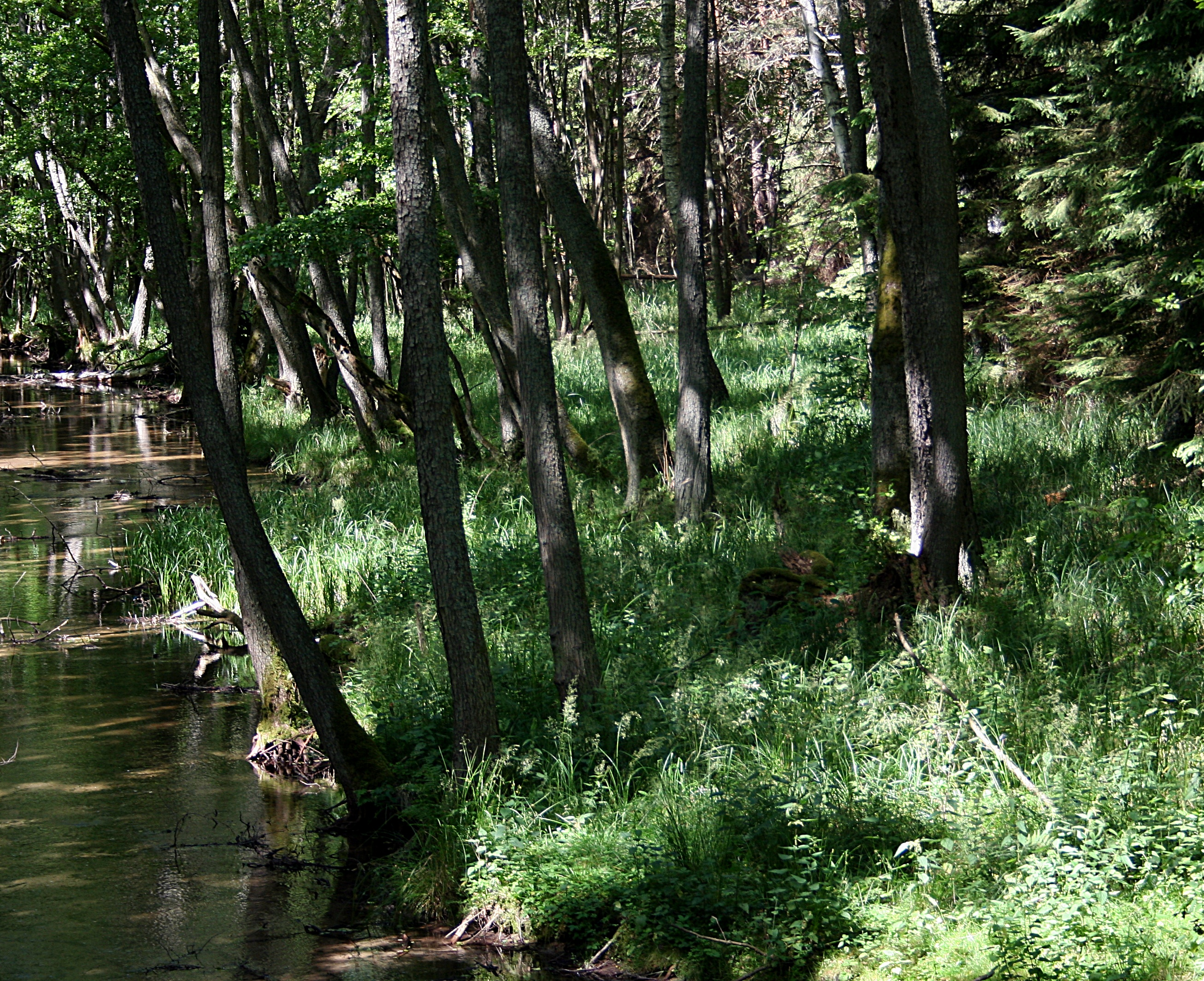
Patakparti égerliget (Ribeso nigri–Alnetum) társulás aljnövényzete Lengyelországban, a Bory Tucholskie Nemzeti Parkban

A keményfaligetek (keményfás ligeterdők, Alnion incanae Pawlowski in Pawlowski & Wallisch 1928) a bükkösök és elegyes mezofil erdők avagy mészkedvelő és semleges talajú üde lomberdők (Fagetalia sylvaticae Pawlowski in Pawlowski et al. 1928) növénytársulástani rendjének egyik társuláscsoportja.

## Elterjedése, környezeti feltételei
A csoport társulásai Magyarország hegy- és dombvidékein a patakokat, alföldjeinken főleg a nagyobb folyókat kísérik, de kialakulhatnak a folyóktól távolabb is, ha a talajvízszint mélysége optimális. Sokkal ritkábban kerülnek víz alá, mint a puhafaligetek (puhafás ligeterdők, Salicetea purpureae), ezért aljnövényzetük teljesen különbözik; a keményfaligeteké a bükkösökével rokon. Mivel aljnövényzetüket a talajvíz erősen befolyásolja, valamennyi társulását azonálisnak, félnedves vízgazdálkodásúnak tekinthetjük.

## Rendszertani felosztása
Magyarországi társulásait két alcsoportra bontják:
1. patakparti égerligetek (Alnenion glutinosae-incanae) Oberd., 1953 hat hazai társulással:
- alföldi égerliget (Paridi quadrifoliae – Alnetum glutinosae) Kevey in Borhidi Attila et Kevey, 1996
- patakmenti törékeny fűzliget (Petasiti hybridi-Salicetum fragilis) Kevey, 2008
- középhegységi és nyugat-dunántúli égerliget (Aegopodio-Alnetum glutinosae) Kárpáti V., Kárpáti I. et Jurko ex Šomšák 1961
- dél-dunántúli égerliget (Carici pendulae – Alnetum glutinosae) Borhidi Attila et Kevey, 1996
- magashegyi égerliget avagy magashegységi égerliget (Carici brizoidis-Alnetum) I. Horvat 1938 em. Oberd., 1953
- magashegyi kőrisliget avagy magashegységi kőrisliget (Carici remotae-Fraxinetum excelsioris) W. Koch ex Faber, 1936

2. tölgy–kőris–szil ligetek avagy tölgy–kőris–szil ligeterdők (Ulmenion) Oberd., 1953 két hazai társulással:
- alföldi tölgy–kőris–szil liget (Fraxino pannonicae-Ulmetum) Soó in Aszód 1935 corr. Soó 1963 s.l.
- dél-dunántúli tölgy–kőris–szil liget (Knautio drymeiae-Ulmetum) Borhidi Attila et Kevey, 1996